# Мефістофель

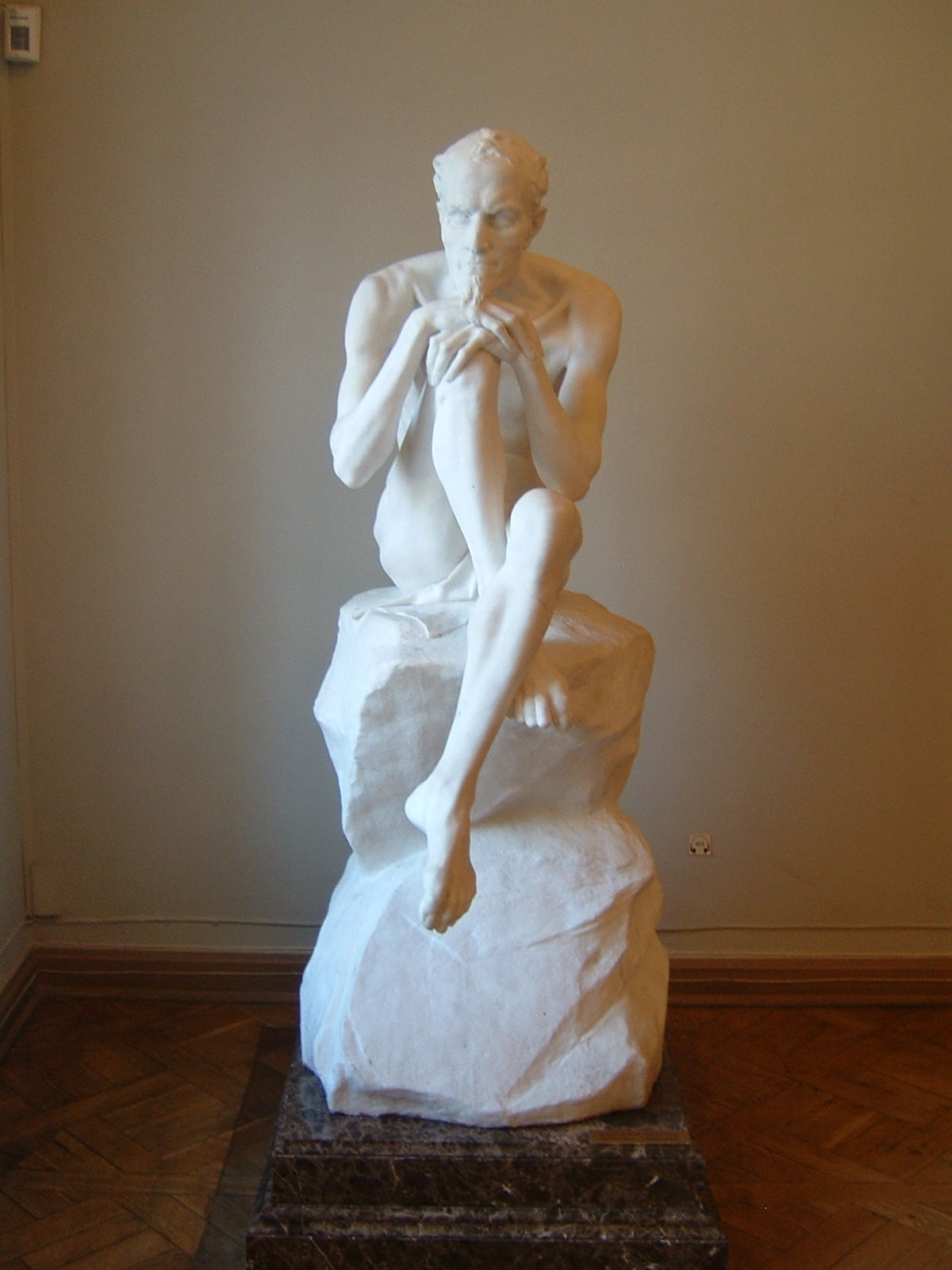
Статуя Мефістофеля (скульптор Антокольський Марк)

Мефісто́фель – одне з імен Сатани. В окультизмі відомий як, Люцифу́гус (Lucifugous), Фокало́р (Focalor) та Ма́йстер Леона́рд (Master Leonard).

## Ймення
Ймення «Мефістофель», грецького походження — «той, що ненавидить світло», від «με» — не, «φος» — світло і «φίλις» — люблячий; за іншою версією, древньоєврейського походження — від «מפץ» — той, що розносить (той, що розповсюджує) і «טפל» — скверна, гріх, порок. З'явилось в епоху Ренесансу, з того часу використовується як альтернатива іменам самого Диявола.

## Зовнішність

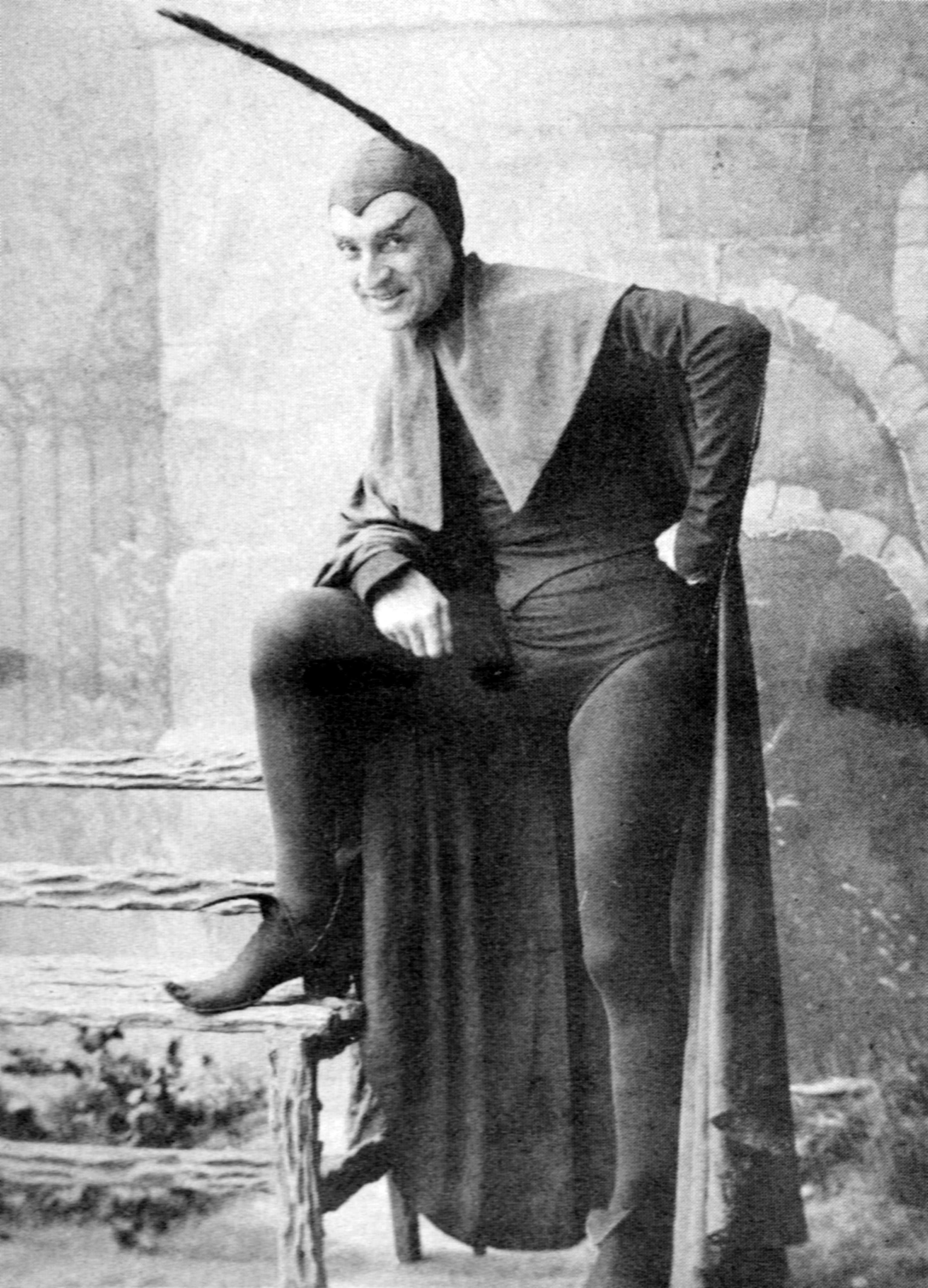
Американський співак к. 19 ст. Морріс В. Морріс у ролі Мефістофеля

Вигляд Мефістофеля має достатньо яскраво виражені риси, через що навіть використовуються вирази «мефістофелівська зовнішність», «мефістофелівский профіль», «мефістофелівська борідка», та ін.
Це різкі кутасті риси, гострий ніс, вилиці, борідка-еспаньйолка.
У зв'язку з великою кількістю популярних оперних постановок на тему Фауста в 19 ст., виконавці ролей Мефістофеля в яких гримувались приблизно однаково, цей зовнішній вигляд виявивився достатньо «на слухові».

В обличчі Семюела Спейда було щось мефістофелівське: довге кістляве загострене підборіддя, постійно підняті куточки губ, глибокий трикутний виріз ніздрів, брови урозліт над двома складками, з яких стирчав гачкуватий ніс, та клинчик короткого світло-русявого волосся поміж великими залисинами. Звичайними, а не розкосими, як варто було очікувати, були тільки його карі очі. (Дешилл Гемметт. «Мальтійський сокіл»)

Таким, що надовго запам'ятовується, було виконання Шаляпіна. Продавалися фотолистівки із зображеннями співаків.
Саме оперна подача зовнішності диявола частково вплинула на Булгакова при створенні Волянда у «Майстрі і Маргариті».
Карнавальний костюм Мефістофеля — червоне трико, плащ і гостровуха шапочка.

## Голос
В операх партію Мефістофеля, як правило, виконував низький чоловічий голос (бас, баритон). Вираз «мефістофелівський регіт» чи «мефістофелівський смішок» виникало саме завдяки цьому — артистичне акцентування, оперне виконання змушували запам'ятати цей сатанинський сміх.
Найвідоміша арія Мефістофеля — куплети «Сатана там править бал/ Люди гинуть за метал» з опери «Фауст» Шарля Гуно («Le veau d'or est toujours debout»).

## В літературі

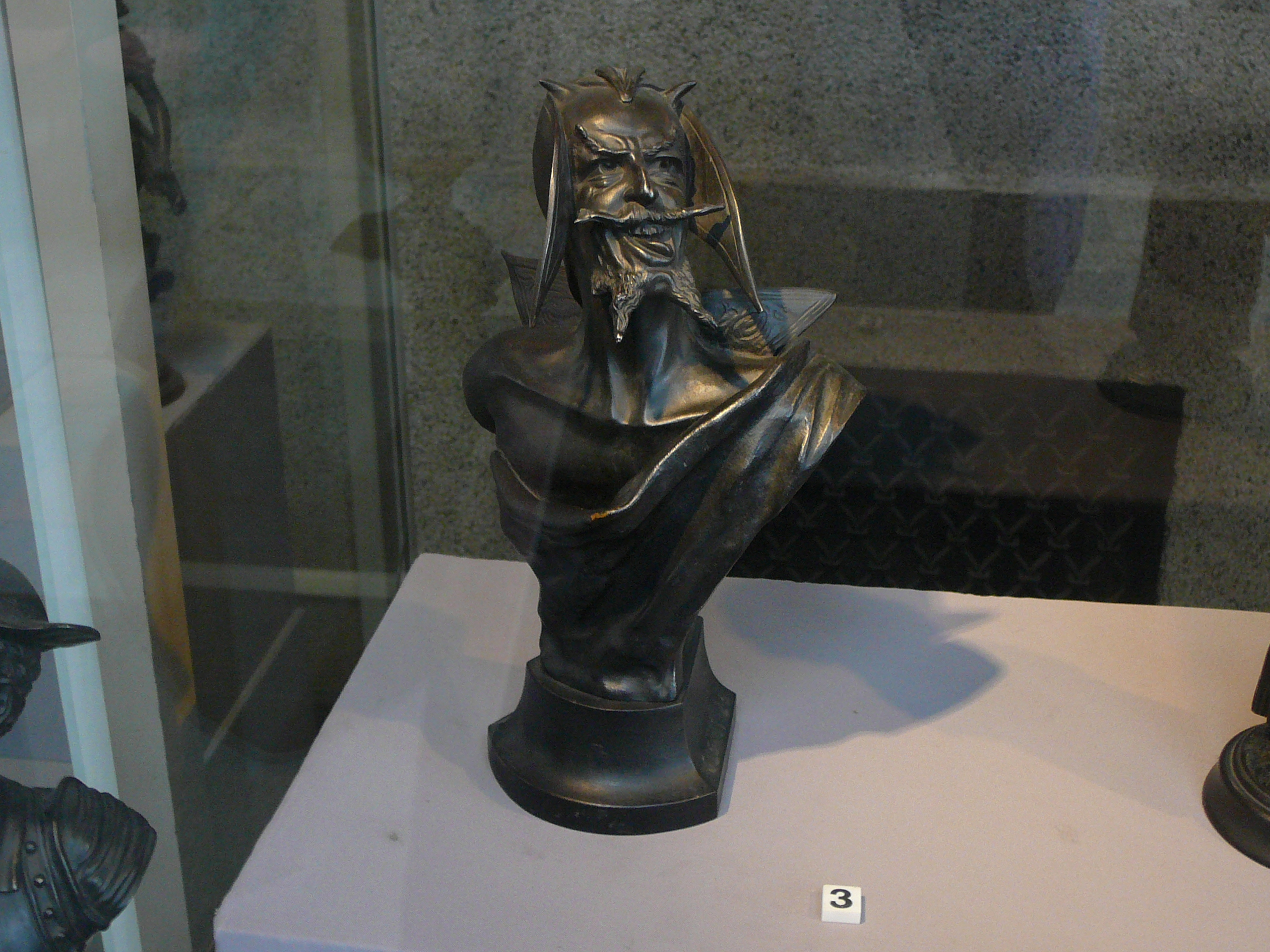
Погруддя (1903) роботи Ф.-Г. Мореллі в Єкатеринбурзькому музеї образотворчих мистецтв

Фольклор і художня література різних країн і народів нерідко використовували мотив підписання союзу між демоном — духом зла і людиною. Інколи поетів приваблювала історія «падіння», «вигнання з раю» біблійного сатани, інколи — його бунт проти Бога (Дж. Мільтон, Дж. Г. Байрон, М. Ю. Лермонтов). Побутували і фарси, близькі до фольклорних джерел, дияволу в них давали місце бешкетника, веселого обманщика, який часто провалювався у задумах. Саме у такій ролі Мефістофель виступає частіше. У філософській трагедії Ґете, що переосмислив мотиви німецької народної легенди, Мефістофель — компаньйон Фауста. До образу Мефістофеля звертався О. С. Пушкін.
Мефістофель — чорт у Ф. М. Достоєвського («Брати Карамазови») і Т. Манна («Доктор Фаустус») — утілення морального нігілізму. Мефістофель — Воланд та його свита М. Булгакова («Майстер і Маргарита») — гротескні духи зла, викривачі, що виявляють пороки. «Записки кирпатого Мефістофеля» В. Винниченка.
Детальніше див.: Йоганн Фауст

## В образотворчому мистецтві
Образ Мефістофеля надихав таких художників, як Ежен Делакруа, Михайло Врубель та інші.

### Опери про Мефістофеля
Детальніший список музичних творів див.: Йоганн Фауст
- Луї (Людвиг) Шпор: Фауст (Faust) (Опера, 1818)
- Гектор Берліоз: Осудження Фауста (La Damnation de Faust) (Ораторія, 1845-46)
- Роберт Шуман: Сцени з «Фауста» Ґете (Szenen aus Goethe's Faust) для голосу, хору та оркестру, 1844—1853
- Шарль Гуно: Фауст (Faust) (Опера, 1859)
- Арріго Бойто: Мефістофель (Mefistofele) (Опера, 1868)
- Ферруччо Бузоні: Доктор Фауст (Doktor Faust) (Опера, 1916-25)

## Мефістофель у кіно
- 1897 — Фауст і Маргарита / Faust et Marguerite — фільм Жоржа Мельєса
- 1897 — Кабінет Мефістофеля / Le Cabinet de Méphistophélès — фільм Жоржа Мельєса
- 1903 — Загибель Фауста / La damnation de Faust — фільм Жоржа Мельєса
- 1911 — Фауст — фільм Сесіля Хепуорта
- 1919 — Фауст (Росія)
- 1926 — Фауст — Еміль Яннінгс
- 1950 — Краса диявола / La Beauté du diable — Жерар Філіп та Мішель Сімон
- 1967 — Доктор Фауст (фільм) / Doctor Faustus
- 1969 — Фауст (СССР)
- 1994 — Урок Фауста / Lekce Faust
- 2007 — Примарний вершник / Ghost Rider — Пітер Фонда

## Інше
- Мефістофель є одною із головних дійових осіб відеогри Фауст: Сім пасток для душі. Тут він з'являється у вигляді елегантного імпозантного чоловіка, який давно втомився від своєї ролі спокусника і хоче мирно відпочити.
- В відеоіграх серії Diablo є персонаж Mephisto, брат Діабло і Баала. Дизайнери зобразили Мефістофеля у вигляді сяйливого демона з багатьма щупальцями.
- В відеогрі Sonic the Hedgehog 2006 ім'я Мефістофеля використали як ім'я одного з головних злодіїв, Мефілеса, просто скоротивши оригінал.
- У доповненні Hordes of the Underdark до відеогри Neverwinter Nights Мефістофель — фінальний бос.
- Мефістофель — один із основних персонажів альбомів The Scarecrow, The Wicked Symphony та Angel of Babylon проекту Avantasia. Тут він виступає у ролі цинічного демона-спокусника, з котрим підписує договір головний герой-композитор. Партію Мефістофеля на всіх трьох альбомах виконав норвезький вокаліст Йорн Ланде.
- В рок-опері Beethoven's Last Night проекту Trans-Siberian Orchestra Мефістофель постає у класичному, зловісному образі диявола-обманщика і за сюжетом намагається заволодіти душею Людвіга ван Бетховена і всією його музикою. Партію Мефістофеля в рок-опері виконав екс-вокаліст американського рок-гурту Savatage Джон Олива.
- На альбомах Epica та The Black Halo американського павер-метал-гурту Kamelot, сюжет яких бул багато у чому заснований на Фаустові, серед дійових осіб фігурує демон Мефісто. Його партію виконали вокаліст Kamelot Рой Хан (на Epica) і вокаліст симфонік-блек-метал-гурту Dimmu Borgir Шаграт (на The Black Halo).
- У відеогрі Devil May Cry 4 є демон Мефістофель, який з'являється перед гравцем у формі ангела смерті, проте насправді є боягузливою і фізично слабкою істотою.
- Також Мефістофель є одним із ключових персонажів аніме «Ao no Exorcist». Хоча у цьому випадку він виконує роль союзника головного героя, та насправді використовує того у своїх цілях.
- Згадується у пісні українського хіп-хоп гурту RIZUPS «Одне життя».
- Загадується у пісні шведського метал гурту Ghost (гурт) «Call Me Little Sunshine» (У стрічці пісні:

Call me Little Sunshine
Call me, call me Mephistopheles
Call me when you feel all alone
Just call me Little Sunshine)